# Pjotr Breus
Pjotr Pavlovitsj Breus (Russisch: Пётр Павлович Бреус) (2 december 1929) is een voormalige waterpolospeler van de Sovjet-Unie.
Pjotr Breus nam als waterpoloër eenmaal deel aan de Olympische Spelen in 1956. Tijdens de finale ronde van het toernooi van 1956 nam hij deel aan de bloed-in-het-waterwedstrijd. Hij veroverde met het Sovjet team een bronzen medaille.
Viktor Agejev · 
Pjotr Breus · 
Nodar Gvacharia · 
Boris Gojchman · 
Vjatsjeslav Koerennoj · 
Boris Markarov · 
Petre Msjvenieradze · 
Valentin Prokopov · 
Michail Ryzjak · 
Joeri Sjljapin